# Stichaeus punctatus punctatus
Stichaeus punctatus punctatus is een ondersoort van de straalvinnige vissen uit de familie van de stekelruggen (Stichaeidae). De wetenschappelijke naam van de soort is voor het eerst geldig gepubliceerd in 1780 door Fabricius.